# Lijst van rijksmonumenten in Rijswijk (Zuid-Holland)
De plaats Rijswijk telt 88 inschrijvingen in het rijksmonumentenregister. Hieronder een overzicht.
| Object | Oorspronkelijke functie?  | Bouwjaar                              | Architect             | Locatie                              | Coördinaten?                 | Nr.?   | Afbeelding |
| --- | ------------------------- | ------------------------------------- | --------------------- | ------------------------------------ | ---------------------------- | ------ | --- |
| Cromvliet | Kasteel, buitenplaats     | 17e eeuw                              |                       | Beetslaan 251                        | 52° 3' 38" NB, 4° 20' 28" OL | 20039  | Meer afbeeldingen |
| 's-Gravenmade | Woonhuis                  | mogelijk 17e eeuw                     |                       | Delftweg 50                          | 52° 2' 35" NB, 4° 20' 41" OL | 20040  | Meer afbeeldingen |
| De Schaapweimolen | Industrie- en poldermolen | 1826                                  |                       | Molenwetering 2                      | 52° 0' 59" NB, 4° 18' 40" OL | 20041  | Meer afbeeldingen |
| Boerderij: woonhuis, opkamer, stal | Boerderij                 | 17e eeuw                              |                       | Endehoekseweg 9, 9a, 9b              | 52° 1' 36" NB, 4° 18' 16" OL | 20042  | Boerderij: woonhuis, opkamer, stal |
| Rechtergedeelte van het pand Treckvliet | Kasteel, buitenplaats     | 1788                                  |                       | Geestbrugkade 18-18a                 | 52° 3' 32" NB, 4° 20' 41" OL | 20043  | Meer afbeeldingen |
| Linkergedeelte van het pand Treckvliet | Woonhuis                  | 1788                                  |                       | Geestbrugkade 19                     | 52° 3' 31" NB, 4° 20' 40" OL | 20044  | Meer afbeeldingen |
| Pand met gevel met rechte kroonlijst, roze geverfd, houten deuromlijsting | Woonhuis                  | 18e eeuw                              |                       | Geestbrugkade 20                     | 52° 3' 31" NB, 4° 20' 41" OL | 20045  | Meer afbeeldingen |
| Pomp met koperen leeuwenkop, origineel door lantaarn bekroond | Pomp                      | 1831                                  |                       | Herenstraat ong.                     | 52° 3' 20" NB, 4° 20' 4" OL  | 20046  | Meer afbeeldingen |
| Oude Kerk (Nederlands Hervormde Kerk) | Kerk en kerkonderdeel     | 15e eeuw                              |                       | Herenstraat 62B                      | 52° 3' 20" NB, 4° 20' 3" OL  | 20047  | Meer afbeeldingen |
| Ottoburg, museum Rijswijk | Werk-woonhuis             | 17e/18e eeuw                          |                       | Herenstraat 67                       | 52° 3' 20" NB, 4° 20' 6" OL  | 20048  | Meer afbeeldingen |
| Pand met gevel met rechte kroonlijst | Woonhuis                  | 18e eeuw                              |                       | Herenstraat 69                       | 52° 3' 20" NB, 4° 20' 5" OL  | 20049  | Meer afbeeldingen |
| Pand met fraaie gevel met rechte kroonlijst, samenhangend met nr 81 | Woonhuis                  | 17e/18e eeuw (gevel)                  |                       | Herenstraat 79                       | 52° 3' 19" NB, 4° 20' 3" OL  | 20050  | Meer afbeeldingen |
| Pand met fraaie gevel met rechte kroonlijst, samenhangend met nr 79 | Woonhuis                  | 17e/18e eeuw (gevel)                  |                       | Herenstraat 81                       | 52° 3' 19" NB, 4° 20' 3" OL  | 20051  | Meer afbeeldingen |
| Pand met fraaie gevel met in midden hoog oprijzende topgevel, zadeldak eveneens in topgevels eindigend | Woonhuis                  | overgang 17e/18e eeuw 1925 (verbouwd) |                       | Herenstraat 83-85                    | 52° 3' 19" NB, 4° 20' 2" OL  | 20052  | Meer afbeeldingen |
| Pand genaamd: "Dit is in Beyeren" met wapensteen Beyeren, 87a tot zelfde woning behorend doch verbouwd | Woonhuis                  | 16e eeuw (wapensteen) 18e eeuw (huis) |                       | Herenstraat 87, 87a, 87b             | 52° 3' 19" NB, 4° 20' 2" OL  | 20053  | Meer afbeeldingen |
| Pand met gevel met rechte kroonlijst, tegenover de kerk gelegen | Woonhuis                  | einde 18e/begin 19e eeuw              |                       | Herenstraat 89                       | 52° 3' 19" NB, 4° 20' 1" OL  | 20054  | Meer afbeeldingen |
| Stoomgemaal | Gemaal                    | 1873                                  |                       | Jaagpad 6                            | 52° 2' 8" NB, 4° 20' 42" OL  | 20055  | Meer afbeeldingen |
| Hoornwijck | Kasteel, buitenplaats     | 1712 (eerste afbeelding)              |                       | Jan Thijssenweg 2                    | 52° 3' 10" NB, 4° 20' 39" OL | 20056  | Meer afbeeldingen |
| Bakstenen woonhuis met klokgevel met zware rollaag onder zadeldak, aan de achterzijde met wolfeind; aan de voorzijde tegen een gevel met ingezwenkte zijkanten | Woonhuis                  | 18e eeuw                              |                       | Julialaantje 28                      | 52° 3' 5" NB, 4° 19' 20" OL  | 20060  | Meer afbeeldingen |
| Pand met gepleisterde klokgevel | Woonhuis                  | 18e eeuw                              |                       | Kerklaan 46                          | 52° 3' 17" NB, 4° 20' 6" OL  | 20065  | Meer afbeeldingen |
| Pand met lage gepleisterde gevel met rechte kroonlijst | Woonhuis                  | 18e eeuw                              |                       | Kerklaan 48                          | 52° 3' 17" NB, 4° 20' 7" OL  | 20066  | Meer afbeeldingen |
| Boerderij, waarvan het woongedeelte een met pannen gedekt draagt. Houten kroonlijst en vensters met achtruitsschuiframen uit de eerste helft van de 19e eeuw. | Boerderij                 | waarschijnlijk 17e eeuw               |                       | Laan te Blotinghe 2-4                | 52° 3' 22" NB, 4° 19' 48" OL | 20067  | Boerderij, waarvan het woongedeelte een met pannen gedekt draagt. Houten kroonlijst en vensters met achtruitsschuiframen uit de eerste helft van de 19e eeuw. |
| Hofrust | Kasteel, buitenplaats     | 18e eeuw                              |                       | Laan Hofrust 2-4                     | 52° 3' 27" NB, 4° 20' 7" OL  | 20068  | Meer afbeeldingen |
| Pand met verdieping, ontstaan door samenvoeging van twee oudere huizen, waarvoor een rechthoekig woonhuis onder schilddak werd gebouwd | Woonhuis                  | 18e eeuw                              |                       | Ruysdaelplein 39                     | 52° 3' 18" NB, 4° 19' 55" OL | 20069  | Meer afbeeldingen |
| Pandje onder zadeldak. Gewitte puntgevel met vlechtingen | Woonhuis                  | 18e eeuw                              |                       | Schoolstraat 4                       | 52° 3' 21" NB, 4° 19' 58" OL | 20070  | Meer afbeeldingen |
| Pand zonder verdieping. Hoog schilddak met de nok evenwijdig aan de straat | Woonhuis                  | 18e eeuw                              |                       | Schoolstraat 6                       | 52° 3' 21" NB, 4° 19' 58" OL | 20071  | Meer afbeeldingen |
| Pand zonder verdieping. Hoog schilddak met de nok evenwijdig aan de straat | Woonhuis                  | 18e eeuw                              |                       | Schoolstraat 8                       | 52° 3' 21" NB, 4° 19' 58" OL | 20072  | Meer afbeeldingen |
| Onderdeel van het pand schoolstraat 4-6-8. (achterzijde) | Woonhuis                  | 18e eeuw                              |                       | Schoolstraat 8                       | 52° 3' 21" NB, 4° 19' 59" OL | 20073  | Upload foto |
| Pand met zadeldak, haaks op de straatas. Aan de voorzijde een puntgevel met vlechtingen. Vensters met twaalfruitsschuiframen | Woonhuis                  | 18e eeuw                              |                       | Schoolstraat 10                      | 52° 3' 21" NB, 4° 19' 59" OL | 20074  | Meer afbeeldingen |
| Pand onder zadeldak, evenwijdig aan de straat. In de 19e eeuw samengetrokken uit twee woningen. Dakkapellen met vleugelstukken. | Woonhuis                  | 17e of 18e eeuw                       |                       | Schoolstraat 12-14                   | 52° 3' 21" NB, 4° 19' 59" OL | 20075  | Meer afbeeldingen |
| Pand met topgevel met pinakel | Woonhuis                  | 17e eeuw                              |                       | Schoolstraat 32                      | 52° 3' 23" NB, 4° 20' 2" OL  | 20076  | Meer afbeeldingen |
| Boerderij, met dwars op de stal gebouwd gepleisterd woongedeelte onder zadeldak tussen puntgevels. Rechts een opkamer. Stal in de oude vorm vernieuwd. Op het erf een bakstenen, gepleisterde schuur met hoog pannen schilddak                                                                | Boerderij                 | 17e eeuw                              |                       | Sir Winston Churchilllaan 1009-1009a | 52° 1' 36" NB, 4° 18' 20" OL | 20077  | Meer afbeeldingen |
| Pand met bakstenen lijstgevel. Deur met omlijsting en bovenlicht. Vensters gewijzigd | Woonhuis                  |                                       |                       | Van Vredenburchweg 10                | 52° 3' 17" NB, 4° 19' 53" OL | 20078  | Pand met bakstenen lijstgevel. Deur met omlijsting en bovenlicht. Vensters gewijzigd |
| Voormalige pakhuis, onder schilddak. Over het achtergedeelte van dit pakhuis een zadeldak. Tuinmuur met poortje naast het pand De schoorsteen wordt bekroond door een gemetseld klokkestoeltje                                                                                                | Nijverheid                | 17e eeuw                              |                       | Van Vredenburchweg 12                | 52° 3' 17" NB, 4° 19' 52" OL | 20079  | Voormalige pakhuis, onder schilddak. Over het achtergedeelte van dit pakhuis een zadeldak. Tuinmuur met poortje naast het pand De schoorsteen wordt bekroond door een gemetseld klokkestoeltje                                                                                                |
| Gepleisterd pand voorgedeelte evenwijdig aan de straat, onder hoog schilddak, achtervleugel haaks smal door een puntgevel afgesloten zadeldak. In de 19e eeuw gewijzigde voorgevel met houten kroonlijst. Vensters met 16- en 12-ruitsschuiframen. Deur in pilasteromlijsting, met bovenlicht | Boerderij                 | 17e eeuw                              |                       | Van Vredenburchweg 22-24, 24c        | 52° 3' 16" NB, 4° 19' 52" OL | 20080  | Gepleisterd pand voorgedeelte evenwijdig aan de straat, onder hoog schilddak, achtervleugel haaks smal door een puntgevel afgesloten zadeldak. In de 19e eeuw gewijzigde voorgevel met houten kroonlijst. Vensters met 16- en 12-ruitsschuiframen. Deur in pilasteromlijsting, met bovenlicht |
| Pand, waarvan het zadeldak is gesloopt. De puntgevel aan de achterzijde bezat blijkens bewaard gebleven resten vroegere vlechtingen | Boerderij                 | 18e eeuw                              |                       | Van Vredenburchweg 24a-24b           | 52° 3' 17" NB, 4° 19' 52" OL | 20081  | Meer afbeeldingen |
| De Voorde met koetshuis, portiershuis | Bijgebouwen kastelen enz. |                                       |                       | Van Vredenburchweg 985-987           | 52° 2' 31" NB, 4° 17' 58" OL | 20082  | Meer afbeeldingen |
| Boerderij Duinzicht / Duinzigt | Boerderij                 | 17e eeuw                              |                       | Van Vredenburchweg 162               | 52° 2' 52" NB, 4° 18' 32" OL | 20084  | Boerderij Duinzicht / Duinzigt |
| Parkaanleg Ter Nieuwburg met Naald van Rijswijk | Tuin, park en plantsoen   | 1793 (obelisk)                        |                       | Van Vredenburchweg bij 79            | 52° 3' 3" NB, 4° 19' 34" OL  | 20086  | Meer afbeeldingen |
| Spoorzicht, de Rijswijkse Hope | Boerderij                 | 1737                                  |                       | Van Vredenburchweg 158               | 52° 2' 52" NB, 4° 18' 36" OL | 506286 | Spoorzicht, de Rijswijkse Hope |
| Welgelegen | Kasteel, buitenplaats     | 1790                                  |                       | Julialaantje 2                       | 52° 3' 19" NB, 4° 19' 48" OL | 506916 | Meer afbeeldingen |
| Welgelegen: dienstwoning | Dienstwoning              | 1711                                  |                       | Julialaantje 2a, 4a                  | 52° 3' 18" NB, 4° 19' 46" OL | 506924 | Meer afbeeldingen |
| Welgelegen: oranjerie | Bijgebouwen kastelen enz. | ca. 1830                              |                       | Julialaantje bij 4                   | 52° 3' 18" NB, 4° 19' 47" OL | 506925 | Meer afbeeldingen |
| Welgelegen: gastenverblijf Villa Elise | Bijgebouwen kastelen enz. | ca. 1870                              |                       | Julialaantje 4                       | 52° 3' 18" NB, 4° 19' 46" OL | 506926 | Meer afbeeldingen |
| Welgelegen: fruitmuur | Tuin, park en plantsoen   | midden 19e eeuw                       |                       | Julialaantje bij 2                   | 52° 3' 18" NB, 4° 19' 47" OL | 506927 | Meer afbeeldingen |
| Welgelegen: koude bak | Bijgebouwen kastelen enz. | laat 19e eeuw                         |                       | Julialaantje bij 2                   | 52° 3' 19" NB, 4° 19' 48" OL | 506928 | Meer afbeeldingen |
| Toegangshek voor Villa Elise | Tuin, park en plantsoen   | midden 19e eeuw                       |                       | Julialaantje bij 4                   | 52° 3' 17" NB, 4° 19' 47" OL | 506929 | Meer afbeeldingen |
| Toegangshek voor Huis Welgelegen | Tuin, park en plantsoen   | 19e eeuw                              |                       | Julialaantje bij 2                   | 52° 3' 17" NB, 4° 19' 50" OL | 506930 | Meer afbeeldingen |
| Bedrijfsgebouw, waarin karnmolen en kalverenschuur | Industrie                 | 1737                                  |                       | Van Vredenburchweg 158               | 52° 2' 52" NB, 4° 18' 36" OL | 508035 | Bedrijfsgebouw, waarin karnmolen en kalverenschuur |
| Sint-Bonifatiuskerk | Kerk en kerkonderdeel     | 1889-1897                             |                       | Van Vredenburchweg 69                | 52° 3' 9" NB, 4° 19' 46" OL  | 518121 | Meer afbeeldingen |
| Pastorie van de St. Bonifatiuskerk | Kerkelijke dienstwoning   | 1889-1897                             | Nicolaas Molenaar sr. | Van Vredenburchweg 67                | 52° 3' 9" NB, 4° 19' 46" OL  | 518122 | Pastorie van de St. Bonifatiuskerk |
| Begraafplaats: aanleg | Begraafplaats en -onderdl | 1935/1936                             | L.A. Springer         | S W Chl 233                          | 52° 2' 52" NB, 4° 20' 18" OL | 518124 | Meer afbeeldingen |
| Begraafplaats: aula | Onderwijs en wetenschap   | 1916                                  |                       | S W Chl 231c, d, 233                 | 52° 2' 51" NB, 4° 20' 20" OL | 518125 | Begraafplaats: aula |
| Begraafplaats: toegangshek | Erfscheiding              | 1922                                  |                       | S W Chl bij 233                      | 52° 2' 54" NB, 4° 20' 14" OL | 518126 | Begraafplaats: toegangshek |
| Paulinaburch: boerderij van het langhuistype | Boerderij                 | 1885-1890                             |                       | Lange Kleiweg 100                    | 52° 1' 54" NB, 4° 19' 56" OL | 518128 | Meer afbeeldingen |
| Paulinaburch: Arbeidershuis | Bedrijfs-,fabriekswoning  | 1922                                  |                       | Lange Kleiweg 98                     | 52° 1' 55" NB, 4° 19' 56" OL | 518129 | Meer afbeeldingen |
| Paulinaburch: wagenschuur | Boerderij                 | 1885-1890                             |                       | Lange Kleiweg bij 100                | 52° 1' 54" NB, 4° 19' 56" OL | 518130 | Meer afbeeldingen |
| Paulinaburch: toegangshek | Erfscheiding              | 1890-1900                             |                       | Lange Kleiweg bij 100                | 52° 1' 55" NB, 4° 19' 58" OL | 518131 | Meer afbeeldingen |
| Cromvliet: vaste brug | Brug                      | 1800-1830                             |                       | Beetslaan 251                        | 52° 3' 37" NB, 4° 20' 29" OL | 518133 | Meer afbeeldingen |
| Vlietzicht: boerderij | Boerderij                 | 1890                                  |                       | Jaagpad 7                            | 52° 2' 7" NB, 4° 20' 41" OL  | 518135 | Meer afbeeldingen |
| Vlietzicht: schuur | Boerderij                 | 1890                                  |                       | Jaagpad 7                            | 52° 2' 7" NB, 4° 20' 41" OL  | 518136 | Meer afbeeldingen |
| Vlietzicht: toegangshek | Erfscheiding              | 1890                                  |                       | Jaagpad 7                            | 52° 2' 7" NB, 4° 20' 39" OL  | 518137 | Meer afbeeldingen |
| Leeuwendaal: woonhuis in Overgangsarchitectuur met invloeden uit Jugendstil en chaletstijl | Woonhuis                  | 1904                                  |                       | Geestbrugweg 66                      | 52° 3' 30" NB, 4° 20' 33" OL | 518139 | Meer afbeeldingen |
| Leeuwendaal: koetshuis | Opslag                    | 1900                                  |                       | Geestbrugweg 66                      | 52° 3' 30" NB, 4° 20' 34" OL | 518140 | Upload foto |
| Boerderij Breedam | Boerderij                 | 1863                                  |                       | Haantje 11                           | 52° 1' 19" NB, 4° 20' 44" OL | 518142 | Meer afbeeldingen |
| Boerderij Breedam: paardenstal annex karnschuur | Boerderij                 | 1863                                  |                       | Haantje 11                           | 52° 1' 19" NB, 4° 20' 44" OL | 518143 | Boerderij Breedam: paardenstal annex karnschuur |
| Boerderij Breedam: hooiberg | Boerderij                 | 1863                                  |                       | Haantje 11                           | 52° 1' 19" NB, 4° 20' 44" OL | 518144 | Boerderij Breedam: hooiberg |
| Boerderij Breedam: stal (noordelijk) | Boerderij                 | 1863                                  |                       | Haantje 11                           | 52° 1' 19" NB, 4° 20' 44" OL | 518145 | Boerderij Breedam: stal (noordelijk) |
| Boerderij Breedam: stal (zuidelijk) | Boerderij                 | 1863                                  |                       | Haantje 11                           | 52° 1' 19" NB, 4° 20' 44" OL | 518146 | Boerderij Breedam: stal (zuidelijk) |
| Boerderij Breedam: toegangshek | Erfscheiding              | 1939                                  |                       | Haantje 11                           | 52° 1' 19" NB, 4° 20' 46" OL | 518147 | Boerderij Breedam: toegangshek |
| Watertoren | Nutsbedrijf               | 1911                                  | N. Biezeveld          | Jaagpad 148c                         | 52° 1' 29" NB, 4° 20' 44" OL | 518149 | Meer afbeeldingen |
| Dienstwoning watertorencomplex | Dienstwoning              | 1911                                  |                       | Jaagpad 148B                         | 52° 1' 29" NB, 4° 20' 44" OL | 518150 | Dienstwoning watertorencomplex |
| Voormalig tolhuis | Overheidsgebouw           | 1866                                  |                       | Delftweg 32                          | 52° 2' 51" NB, 4° 20' 37" OL | 518151 | Voormalig tolhuis |
| Voormalige tuinbouwschool | Onderwijs en wetenschap   | 1915                                  |                       | Van Vredenburchweg 150               | 52° 2' 47" NB, 4° 18' 56" OL | 518152 | Meer afbeeldingen |
| Te Werve: hoofdgebouw | Kasteel, buitenplaats     |                                       |                       | Van Vredenburchweg 105               | 52° 2' 48" NB, 4° 19' 17" OL | 515692 | Meer afbeeldingen |
| Te Werve: tuin- en parkaanleg | Tuin, park en plantsoen   |                                       |                       | Van Vredenburchweg bij 105           | 52° 2' 50" NB, 4° 19' 22" OL | 515693 | Meer afbeeldingen |
| Te Werve: voor het huis bij het terras twee identieke 18e-eeuwse ornamenten | Tuin, park en plantsoen   |                                       |                       | Van Vredenburchweg bij 105           | 52° 2' 53" NB, 4° 19' 23" OL | 515694 | Meer afbeeldingen |
| Te Werve: duiventoren | Tuin, park en plantsoen   |                                       |                       | Van Vredenburchweg bij 105           | 52° 2' 53" NB, 4° 19' 23" OL | 515695 | Meer afbeeldingen |
| Te Werve: oranjerie | Tuin, park en plantsoen   |                                       |                       | Van Vredenburchweg bij 105           | 52° 2' 53" NB, 4° 19' 23" OL | 515696 | Meer afbeeldingen |
| Te Werve: tuinmuur aan de oostzijde van de moestuin en aan weerszijden van de oranjerie | Tuin, park en plantsoen   |                                       |                       | Van Vredenburchweg bij 105           | 52° 2' 53" NB, 4° 19' 23" OL | 515697 | Meer afbeeldingen |
| Te Werve: botenhuis | Bijgebouwen kastelen enz. | 1925                                  |                       | Van Vredenburchweg bij 105           | 52° 2' 53" NB, 4° 19' 23" OL | 515698 | Meer afbeeldingen |
| Te Werve: pomphuisje | Bijgebouwen kastelen enz. | 1915                                  |                       | Van Vredenburchweg bij 105           | 52° 2' 53" NB, 4° 19' 23" OL | 515699 | Meer afbeeldingen |
| Te Werve: bakstenen boogbrug | Tuin, park en plantsoen   | 1726                                  |                       | Van Vredenburchweg bij 105           | 52° 2' 53" NB, 4° 19' 23" OL | 515700 | Meer afbeeldingen |
| Te Werve: portierswoning | Bijgebouwen kastelen enz. |                                       |                       | Van Vredenburchweg bij 105           | 52° 2' 53" NB, 4° 19' 23" OL | 515701 | Meer afbeeldingen |
| Overvoorde: hoofdgebouw | Kasteel, buitenplaats     | 1623                                  |                       | Van Vredenburchweg 174               | 52° 2' 39" NB, 4° 18' 4" OL  | 522874 | Meer afbeeldingen |
| Overvoorde: park- en tuinaanleg | Tuin, park en plantsoen   |                                       |                       | Van Vredenburchweg bij 174           | 52° 2' 39" NB, 4° 18' 9" OL  | 522875 | Meer afbeeldingen |
| Overvoorde: westelijke brug met hek | Tuin, park en plantsoen   | 1720                                  |                       | Van Vredenburchweg bij 174           | 52° 2' 38" NB, 4° 18' 4" OL  | 522876 | Meer afbeeldingen |
| Overvoorde: oostelijke brug met hek | Tuin, park en plantsoen   | 1920                                  |                       | Van Vredenburchweg bij 174           | 52° 2' 39" NB, 4° 18' 4" OL  | 530644 | Meer afbeeldingen |

Alblasserdam ·
Albrandswaard ·
Alphen aan den Rijn ·
Barendrecht ·
Bodegraven-Reeuwijk ·
Capelle aan den IJssel ·
Delft ·
Den Haag ·
Dordrecht ·
Goeree-Overflakkee ·
Gorinchem ·
Gouda ·
Hardinxveld-Giessendam ·
Hendrik-Ido-Ambacht ·
Hillegom ·
Hoeksche Waard‎ ·
Kaag en Braassem ·
Katwijk ·
Krimpen aan den IJssel ·
Krimpenerwaard ·
Lansingerland ·
Leiden ·
Leiderdorp ·
Leidschendam-Voorburg ·
Lisse ·
Maassluis ·
Midden-Delfland ·
Molenlanden ·
Nieuwkoop ·
Nissewaard ·
Noordwijk ·
Oegstgeest ·
Papendrecht ·
Pijnacker-Nootdorp ·
Ridderkerk ·
Rijswijk ·
Rotterdam ·
Schiedam ·
Sliedrecht ·
Teylingen ·
Vlaardingen ·
Voorne aan Zee ·
Voorschoten ·
Waddinxveen ·
Wassenaar ·
Westland ·
Zoetermeer ·
Zoeterwoude ·
Zuidplas ·
Zwijndrecht